# Кука, Кіпр
34°51′02″ пн. ш. 32°53′13″ сх. д. / 34.850555555556° пн. ш. 32.886944444444° сх. д.
Кука (грец. Κουκά) — невелике село в окрузі Лімасол на Кіпрі, у передгір'ях гір Троодос на західних схилах долини Куріс. Село 2 км на південь від Пера-Педі по дорозі до Сіліку, і тут знаходиться церква Тіміоса Ставроса (Святого Хреста).

## Історія
Село розташоване 25 км від Лімасола і всього за декілька хвилин від Платреса і гір Троодос. Кука знаходиться в центрі сіл Койлані, Пера Педі, Сіліку, Моніатіс, Саіттас і Тримікліні.
Цей населений пункт є одним з виноробних сіл Лімасольського району та оточений виноградниками, дубами та соснами, деякі з них налічують понад століття.
Традиція села сягає корінням у століття, оскільки воно відоме монастирем Тіміос Ставрос, заснованим у роки святої Єлени, матері Костянтина Великого, яка відвідала острів у 327 році нашої ери. Найважливіші хроністи та історики Кіпру, Леонтіос Махайрас, Георгіос Бустроніос і архімандрит Кіпріанос, документують монастир і Святий Хрест церкви, на якому зберігалися фрагменти священного дерева, яке Свята Єлена подарувала селу.

## Галерея

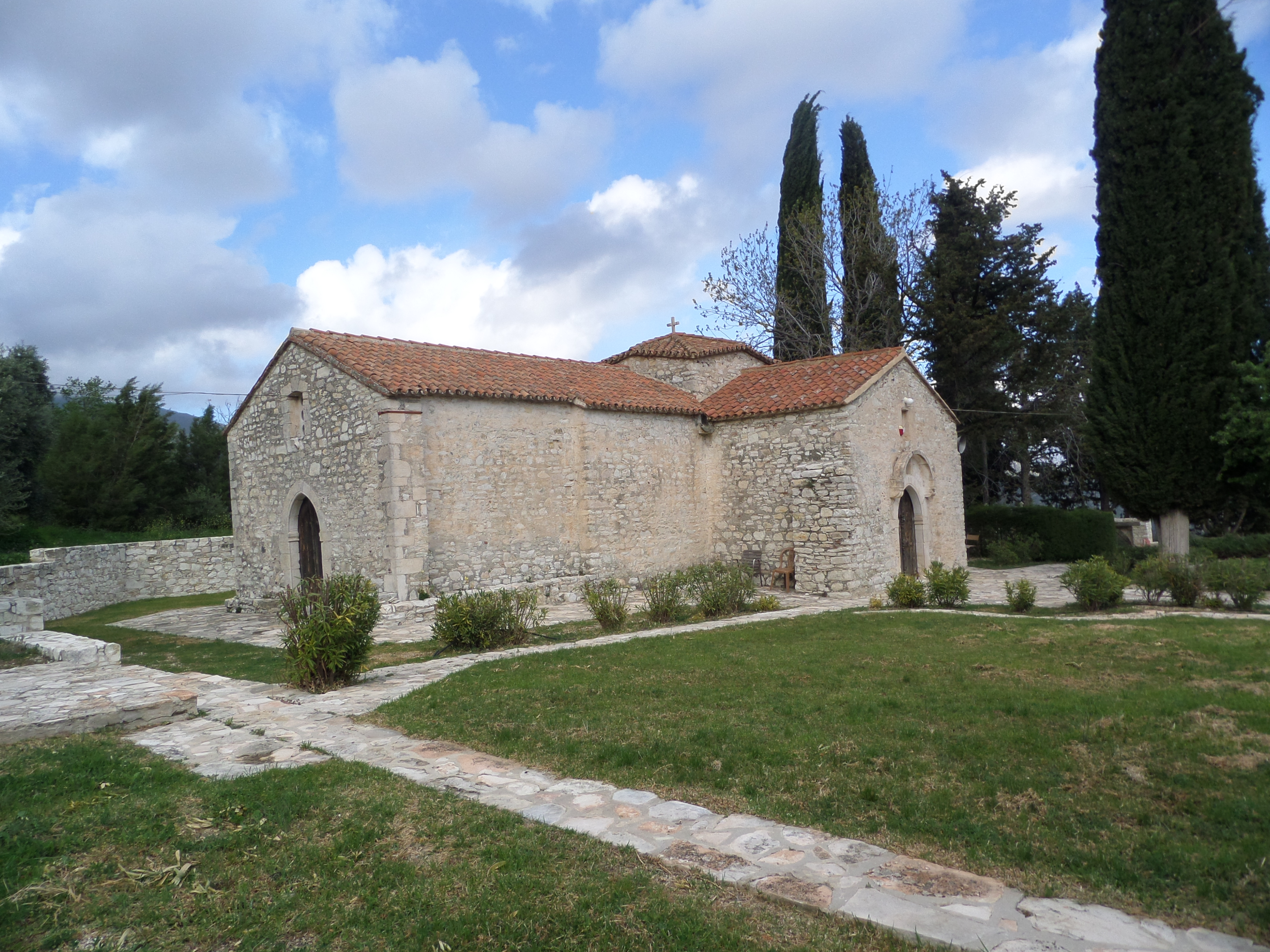